# Eric Liddell
Eric Henry Liddell (ur. 16 stycznia 1902 w Tiencinie, zm. 21 lutego 1945 w Weixian) – lekkoatleta szkocki, dwukrotny medalista olimpijski, później chrześcijański misjonarz w Chinach.

## Kariera sportowa
Urodził się w Chinach w rodzinie misjonarzy. Ukończył szkołę Eltham College w Anglii, a następnie rozpoczął studia na Uniwersytecie Edynburskim. W czasie studiów dał się poznać jako zapalony sportowiec grający w rugby union i uprawiający biegi lekkoatletyczne. Został siedmiokrotnym reprezentantem Szkocji w Pucharze Pięciu Narodów. Ukończył studia w 1924 r.
Krótko przed ukończeniem przez Liddella studiów odbyły się Igrzyska Olimpijskie w 1924 w Paryżu. Harmonogram zawodów lekkoatletycznych był podany na kilka miesięcy naprzód. Finał koronnej konkurencji Liddella – biegu na 100 metrów miał być rozegrany w niedzielę. Liddell, jako głęboko wierzący protestant, zdecydował się nie wziąć udziału w tej konkurencji. Zamiast tego skoncentrował się na trenowaniu biegu na 400 metrów. Na Igrzyskach Liddell najpierw zdobył brązowy medal w biegu na 200 metrów (pokonali go Amerykanie Jackson Scholz i Charlie Paddock, a mistrz olimpijski na 100 metrów Harold Abrahams był szósty). Następnie został mistrzem olimpijskim na 400 metrów, ustanawiając rekord świata wynikiem 47,6 s.

## Życie prywatne
Nie zdecydował się na karierę sportową. W 1925 powrócił do Chin, gdzie został misjonarzem, podobnie jak jego ojciec i matka. Sytuacja polityczna Chin w latach trzydziestych stała się bardzo niebezpieczna. Mimo zaleceń brytyjskiego rządu, Liddell pozostał w kraju, posyłając w 1941 roku (po ataku Japończyków na Pearl Harbour) do Kanady tylko żonę i córki.
W czasie okupacji japońskiej przebywał najpierw w Xiaozhang (gdzie dołączył do brata, lekarza), potem znów w Tiencinie, a od 1943 w obozie w Weixian. Nie zgodził się opuścić współtowarzyszy, mimo propozycji w ramach wymiany więźniów zorganizowanej przez Winstona Churchilla. Umarł w 1945 roku. Bezpośrednią przyczyną zgonu był guz mózgu.
Historię startu Liddella i Abrahamsa na paryskich igrzyskach opisuje nagrodzony czterema Oscarami film Rydwany ognia w reż. Hugh Hudsona z 1981 r. W roli Erica Liddella wystąpił Ian Charleson. Z kolei film Na skrzydłach orłów z 2016 r. przedstawia także jego dalsze życie jako misjonarza. W roli Liddella wystąpił Joseph Fiennes.

## Rekordy życiowe
źródło:
- 100 y – 9,7 s. (1923)
- 220 y – 21,6 s. (1923)
- 400 m – 47,6 s. (1924)